# Wolfgang Viebig
Wolfgang „Fips“ Viebig (* 26. Januar 1940; † 28. April 2023) war ein Tischtennisnationalspieler der DDR. Er wurde sechsmal DDR-Meister und siebenmal Mannschaftsmeister.

## Nationale Erfolge
Der aus Leipzig stammende Viebig gehörte in den 1960er Jahren zu den besten Spielern der DDR. Mit dem SC Lokomotive Leipzig und den Nachfolgevereinen SC Leipzig und BSG Lokomotive Leipzig-Mitte gewann er von 1961 bis 1967 siebenmal in Folge die DDR-Mannschaftsmeisterschaft. Mit dem SC Lokomotive Leipzig erreichte er in der Saison 1960/61 und 1964/65 im Europapokal das Endspiel.
1964, 1969 und 1970 wurde Viebig DDR-Meister im Einzel. 1969 gewann er den Titel im Doppel mit Bernd Pornack sowie 1974 und 1975 im Mixed mit Petra Stephan. Dazu kommen zwölf zweite Plätze: 1963, 1966, 1971 im Einzel, 1964 (mit Dieter Lauk), 1970, 1971 (mit Bernd Pornack), 1983 (mit Dieter Stöckel) im Doppel sowie 1964, 1965 (mit Elke Richter), 1972, 1973, 1976 (mit Petra Stephan) im Mixed. 1965 wurde er in der DDR-Rangliste auf Platz 2 geführt.
Nach dem Ende seiner Karriere trat Viebig noch oft in Seniorenturnieren an. So wurde er 2003 Deutscher Seniorenmeister Ü60.
Zuletzt spielte Viebig beim SV Eintracht Leipzig-Süd.

## International
Der DDR-Verband nominierte Viebig 1963 für die Weltmeisterschaft, wo er mit dem DDR-Team Platz neun erreichte.
Bei den Senioren-Weltmeisterschaften in Melbourne belegte Viebig den dritten Platz im Einzel. 

## Turnierergebnisse
| Verband | Veranstaltung     | Jahr | Ort  | Land | Einzel     | Doppel     | Mixed      | Team |
| ------- | ----------------- | ---- | ---- | ---- | ---------- | ---------- | ---------- | ---- |
| GDR     | Weltmeisterschaft | 1963 | Prag | TCH  | letzte 128 | letzte 128 | letzte 128 | 9    |